# 特羅伊·格雷提
特羅伊·格雷提（英語：Troy Garity，1973年7月7日—）是一位美國男演員，憑藉在2003年電視電影《迷戀荷爾蒙》中飾演巴里·溫切爾一角獲金球獎迷你劇集或電視電影最佳男主角提名，其最出名作品則是2002年喜劇片《哈啦大髮師》。
格雷提的父親是政治家湯姆·海登，母親則是演員珍·芳達。

## 外部連結
- 特羅伊·格雷提在互联网电影资料库（IMDb）上的資料（英文）